# Saalfeld (Mühlhausen)
Saalfeld ist ein Ortsteil der Kreisstadt Mühlhausen/Thüringen im Unstrut-Hainich-Kreis.

## Geografie
Saalfeld liegt am Rande des Thüringer Beckens, mehrere Kilometer nördlich der Kernstadt Mühlhausen. Der Ortsteil ist über die Landesstraße 1016 mit der Stadt und der Umgegend verbunden.

## Geschichte
Am 29. Oktober 1273 wurde das Dorf erstmals urkundlich erwähnt.  Über Jahrhunderte zählte es zum Einflussbereich der Reichsstadt Mühlhausen. 1565 zählte man in Saalfeld 46 Mann Bevölkerung.
1802 fiel Saalfeld zusammen mit Mühlhausen an das Königreich Preußen, von 1807 bis 1813 an das von Napoleon geschaffene Königreich Westphalen (Kanton Dachrieden) und wurde nach dem Wiener Kongress 1816 dem Landkreis Mühlhausen in der preußischen Provinz Sachsen zugeordnet.
Die Eingemeindung zu Mühlhausen erfolgte am 8. März 1994. 196 Bürger bewohnen den Ort.